# 山本剛 (ゲームデザイナー・小説家)
山本 剛（やまもと つよし、1969年8月7日 - 2021年8月1日）は、日本のゲームデザイナー、小説家である。茨城県生まれ。

## 人物
ゲームデザイナー集団F.E.A.Rに所属。TRPGのデザインやライティングを中心に活躍。
趣味はスポーツをすること。特にアメリカンフットボールと格闘技をするのが好きである。
2021年8月1日、脳梗塞のため死去。51歳没。

## 主な作品

### 小説
- 小説『魔導物語』シリーズ
  - 『魔導物語 ぷよぷよ大魔王の降臨っ！』 著者：山本剛 発行所：角川書店 1994年5月1日初版 ISBN 4-04-415601-8
  - 『魔導物語2 ぷよぷよ大明神の復活っ！』 著者：山本剛 発行所：角川書店 1995年4月1日初版 ISBN 4-04-415602-6
  - 『魔導物語3 ぷよぷよ大司教の陰謀っ！』 著者：山本剛 発行所：角川書店 1995年12月1日初版 ISBN 4-04-415603-4
  - 『新☆魔導物語1 アルルとおとぎの国』 著者：山本剛 発行所：角川書店 1996年8月1日初版 ISBN 4-04-415604-2
  - 『新☆魔導物語2 ルルーと愛の日々』 著者：山本剛 発行所：角川書店 1997年3月1日初版 ISBN 4-04-415605-0
  - 『新☆魔導物語3 シェゾと悪の華』 著者：山本剛 発行所：角川書店 1997年10月1日初版 ISBN 4-04-415606-9
  - 『超☆魔導物語 うぇるかむ・とぅ・ぷよぷよダンジョン！！』 著者：山本剛 発行所：角川書店 1999年4月1日初版 ISBN 4-04-415609-3
  - 『超☆魔導物語2 でぃてくしょん・あっと・ぷよぷよダンジョン！！』 著者：山本剛 発行所：角川書店 1999年8月1日初版 ISBN 4-04-415610-7
  - 『超☆魔導物語3 ばとる・おぶ・ぷよぷよダンジョン！！』 著者：山本剛 発行所：角川書店 2000年3月1日初版 ISBN 4-04-415612-3
- 『クロックワーク』シリーズ
  - 『クロックワーク まん・ましーん』著者：山本剛 発行所：角川書店 1998年2月初版
  - 『クロックワーク2 ぶれいくだうん・いのせんす』 著者：山本剛 発行所：角川書店 1999年2月初版
  - 『クロックワーク3 えんじぇる・すまいる』 著者：山本剛 発行所：角川書店 1999年11月初版
- 『月夜に踊る道化師』著者：山本剛 発行所：角川書店 2000年9月初版
- 『ドラゴンアームズ 光翼の黒騎士』（「ファミ通文庫」。2001年、エンターブレイン発行）ISBN 9784757705746

### ゲーム
- 『アラベスク 運命の風』（ホビー・データ）[注 4]
- 『エルジェネシスシリーズ』（ゲーム・フィールド）